# Potteric Carr
 (août 2024).
Potteric Carr est une grande étendue de terre au sud-est du Doncaster, dans le Yorkshire, en Angleterre, sur plus de 12 km2 de superficie.

## Histoire
L'une des premières références à Potteric Carr provient de l'itinéraire de Leland, vers 1540 :

« Before I came to the town, I passed the ford of a brooke, which, as I remember is called Rossington Bridge…. The soil about Doncaster hath very good meadow, corn and some wood. »

 
Leland se rendait à Doncaster depuis Bawtry. La forêt de Sherwood s'étendait alors jusqu'aux limites de Doncaster et des chênes vénérables parsemaient le paysage de Bawtry à Hatfield. À l'ouest de la route reliant Rossington Bridge à Doncaster, Leland passa devant le « marais en grande partie impénétrable de tourbières, connu localement sous le nom de Potteric Carr ». Auparavant, il aurait pu apercevoir à l'est une étendue sauvage de terres marécageuses similaires qui couvraient alors toute la plaine entre le Don et la Trent.

## De l'époque romaine jusqu'en 1849
À l'époque de l'occupation romaine, une grande partie des basses terres britanniques était constituée de terres agricoles ouvertes avec des systèmes de champs réglementés, utilisés pour l'agriculture depuis l'âge du fer. La majeure partie des terres à l'est de Doncaster se trouve à quelques mètres au-dessus du niveau de la mer, constituant une vaste zone marécageuse. Les Romains ont fait quelques tentatives de drainage, mais leurs travaux sont tombés en désuétude. Sous Henri VIII, Potteric Carr n'était qu'une petite partie de Hatfield Chase. La chasse tombe en disgrâce auprès de la famille royale à l'époque du règne d'Élisabeth I, en raison de l'état d'inondation permanent.
Durant les 150 années suivantes, plusieurs tentatives, en grande partie infructueuses, visant à drainer le Carr ont été faites. Un leurre de canards est installé (méthode perfectionnée aux Pays-Bas pour attraper des canards). Les bénéfices du leurre ont été distribués aux pauvres de Doncaster. Le leurre a été exploité pendant environ 130 ans, mais sa fermeture a été annoncée dans les années 1760 lorsqu'un ingénieur civil, John Smeaton, a réalisé le projet de drainage final et le plus efficace de sorte qu'à la fin du siècle, une grande partie de la zone était consacrée à l'agriculture. Le drainage a été si efficace que le seul vestige de la flore d'origine était probablement confiné à une petite zone à l'intérieur et autour du leurre, désormais désaffecté.
Au cours de la première moitié du XIXe siècle, plusieurs projets de reboisement ont été réalisés à Old Eaa, Young Eaa et Beeston et de nombreuses haies ont été plantées.
Ainsi, au milieu du XIXe siècle, le paysage était probablement typique d'une scène rurale anglaise avec des champs, des haies, des arbres et de grandes étendues de bois, le tout entretenu par l'efficacité des drains.

## Développement industriel 1849-1950
En 1849, le Great Northern Railway fut construit à travers le Carr, traversant l'ancienne plantation d'Eaa et le centre du leurre, détruisant ainsi totalement le dernier refuge de nombreuses plantes rares. La construction de ce chemin de fer a marqué le début d'une ère à Doncaster. Avec les chemins de fer sont apparus des ateliers et développements résidentiels. Des rangées de maisons bon marché ont été érigées à la périphérie de la ville, en particulier dans les régions de Wheatley et de Hexthorpe.
Cette période industrielle apporté énormément d'activités au début du XXe siècle en fragmentant la région. La faune pour laquelle le Carr était autrefois célèbre a disparu.

## Évolution récente 1950 – 1968
En 1951, une veine souterraine provenant de la mine de Rossington arrive dans la zone de Low Ellers, suivie par d'autres veines qui ont affecté l'ensemble du Carr entre 1960 et 1967. Les effets n’ont pas été immédiats. De 1955 à 1959, la région de Low Ellers restait un pâturage humide. À partir de cette époque, cependant, les effets de l'affaissement devinrent plus graves et, en 1963, le côté est de Low Ellers s'est transformé en marais avec une petite zone permanente d'eau libre. L'affaissement s'est poursuivi. En 1965, Balby Carr avait également été inondé tandis que le marais de Low Ellers s'était étendu. Les zones qui n’avaient pas été complètement inondées deviennent très humides. Les arbres de la plantation Young Eaa et d'une partie de la plantation Old Eaa ont été perdus à cause des inondations. Il s'ensuit une colonisation très rapide de la zone par la végétation des marais qui caractérisaient autrefois le Carr, et un retour de la vie animale.
Plusieurs lignes de chemin de fer traversant le Carr ont été abandonnées, ne laissant que principalement la ligne principale de la côte est avec l'embranchement Lincoln et la principale ligne minière nord-sud (anciennement South Yorkshire Joint). L'ancienne ligne de Dearne Valley a été fermée bien qu'une courte liaison ait été préservée entre le South Yorkshire Joint et la mine de charbon d'Edlington. Celle-ci a été fermée plus tard, lorsque la mine de charbon a été fermée dans les années 1980.

## Réserve naturelle de Potteric Carr
En 1968, une petite partie de Potteric Carr est transformée en réserve naturelle de Potteric Carr du Yorkshire Wildlife Trust, et depuis lors, la réserve a s'est développée et étendue. Elle couvre désormais plus de 580 acres (235 hectares). Elle comprend un mélange d'habitats allant des eaux libres et des marais aux roseaux, aux forêts humides (Carrland) et aux broussailles. À certains endroits, on trouve des vestiges du type d’habitat qui existait il y a 250 ans.
C'est l'une des réserves phares du Yorkshire Wildlife Trust, l'une de ses plus grandes et un site d'entrée.
La réserve compte environ 8 kilomètres de sentiers (dont 5 accessible aux fauteuils roulants, sans assistance), 13 postes d'observation (10 adaptés aux personnes handicapées) et un centre d'accueil avec un café, où des produits locaux sont utilisés dans la mesure du possible.
La réserve est traversée par des lignes de chemin de fer et la moitié a été désignée par Natural England comme site d'intérêt scientifique spécial (SSSI) pour ses communautés de roseaux et de marais.
En 2018, les bénévoles de Potteric Carr ont reçu le Queen's Award for Voluntary Service (QAVS), le MBE pour les groupes de bénévoles, à l'occasion du jubilé d'or de la réserve naturelle.
En 2021, Yorkshire Water a été condamné à une amende après qu'une fuite dans la station d'épuration de Balby, en mars 2017, a pollué le site. Yorkshire Water a été condamné à une amende de 150 000 £ et à payer des frais de 36 506 £ devant le tribunal d'instance de Sheffield. Les boues d'épuration avaient pénétré dans un affluent du canal Mother Drain.

### Vie sauvage
Parmi les espèces d'oiseaux remarquables de la réserve, on trouve désormais les butors nicheurs. Environ 65 espèces s'y reproduisent chaque année, parmi lesquelles le grèbe à cou noir, le busard des roseaux et la bouscarle de Cetti.
Les plantes des marais comprennent la grande asclépiade, le petit plantain d'eau, l'hydrocotyle tubulaire, la petite mactre, le grand carex à touffes, le petit roseau violet, la grande quai d'eau, l'hydrocotyle jaune et la joie du voyageur.
Trente espèces de papillons ont été recensées, dont le porte-queue à lettres blanches, le porte-queue violet, le damier argenté et l'argus brun. On sait que 17 des 23 espèces de libellules recensées se sont reproduites.
Un nouveau centre d'accueil avec boutique et café a été construit en 2016.
En mai 2022, un couple d'échasses blanches est arrivé à Potteric Carr et a fait un nid à Piper Marsh. Ils ont réussi à faire voler quatre juvéniles qui sont restés jusqu'à la fin du mois de juillet. Il s'agit de la première reproduction enregistrée de cette espèce dans le Yorkshire.
En juillet 2022, quatre poneys konik polonais ont été relâchés sur le site pour aider à gérer le marais, l'empêcher de devenir envahi par la végétation et aider à créer des habitats pour les oiseaux nichant au sol.